# Heinz-Rüdiger Voß
Heinz-Rüdiger Voß (* 28. Oktober 1942; † 27. August 2022) war ein deutscher Fußballspieler, der im Spieljahr 1963/64 für Preußen Münster 28 Einsätze im Premierenjahr der Fußball-Bundesliga bestritt.

## Laufbahn

### Jugend, Amateur, Oberliga West, bis 1963
Der vom TuS Hiltrup zum SC Preußen Münster gekommene Nachwuchsspieler Heinz-Rüdiger Voß hatte sich bereits im Jahre 1961 in der Jugendnationalmannschaft des DFB ausgezeichnet. In allen sieben ausgetragenen Länderspielen des Jahres war er im Einsatz. Herausragend war dabei die Teilnahme am UEFA-Juniorenturnier Ende März/Anfang April 1961 in Portugal. Am 8. April gewannen die Schützlinge von DFB-Trainer Helmut Schön das Spiel um den 3. Platz mit 2:1 Toren gegen Spanien. In allen Spielen wurde Voß als Mittelläufer in der DFB-Mannschaft eingesetzt. Mannschaftskameraden in dieser erfolgreichen Mannschaft waren Torhüter Sepp Maier, Verteidiger Bernd Patzke, Außenläufer Rolf Kahn und die Angreifer Fritz Boyens, Gerhard Elfert, Wolfgang Overath und Horst Wild.
Als Mitglied der Amateurmannschaft von Preußen Münster wurde das Defensiv-Talent im Frühjahr 1962 in die deutsche Fußballnationalmannschaft der Amateure berufen. Wie sein UEFA-Jugendkollege Bernd Patzke bestritt er am 7. April bzw. 31. Mai 1962 die zwei Länderspiele der Amateurnationalmannschaft gegen Italien und Frankreich.
Zur Runde 1962/63 wurde der Abwehrspieler in die Vertragsspielermannschaft von Preußen Münster in die Oberliga West übernommen. In der Oberliga debütierte Voß am 12. Spieltag, den 3. November 1962, beim 2:0-Heimerfolg gegen den Wuppertaler SV als rechter Verteidiger. In der Schlussphase der letzten und entscheidenden Oberligarunde zur Nominierung für die Fußball-Bundesliga ab der Saison 1963/64, brachte ihn Trainer Richard Schneider noch in den zwei Spielen gegen Borussia Dortmund und den Meidericher SV zum Einsatz. Als Tabellenvierter der Runde 1962/63 wurde Münster neben dem 1. FC Köln, FC Schalke 04, Borussia Dortmund und dem Meidericher SV für die Bundesliga nominiert.

### Bundesliga 1963/64
Heinz-Rüdiger Voß gehörte dem Personenkreis an, der am Starttag der neuen Liga, am 24. August 1963, als Aktiver die Leistungsbündelung im deutschen Spitzenfußball begründete. Vor ausverkauftem Haus, 30.000 Zuschauer füllten das Preußen-Stadion, startete Münster mit einem 1:1-Unentschieden gegen den Rekordmeister der Fußball-Oberliga Nord, den Hamburger SV, in das Abenteuer Bundesliga. Voß hatte es als rechter Verteidiger der Preußen-Abwehr mit Gert Dörfel zu tun, der eine großartige Runde spielen sollte und zusammen mit Uwe Seeler die Torgaranten der Hanseaten verkörperte. Bis zum 18. April 1964 fehlte Voß in keinem Spiel in der Formation von Münster und kam dadurch auf 28 Spieleinsätze in der Bundesliga. Mit einem Punkt Rückstand zu Hertha BSC und dem Karlsruher SC stieg Münster am Rundenende ab. Mit Herbert Eiteljörge (Tor), Heribert Kania, Helmut Tybussek, Dagmar Drewes, Klaus Bockisch und Werner Lungwitz hatte Voß dabei die konkurrenzfähige Abwehr gebildet. Nach dem Abstieg blieb der Verteidiger bei Preußen Münster und versuchte die Rückkehr aus der Regionalliga West in die Bundesliga zu bewerkstelligen.

### Regionalliga West 1964 bis 1973
Es folgten neun Runden in der Regionalliga, wechselnde Mitspieler und Trainer. Klaus Ackermann, Horst Bertram, Erwin Kostedde und Manfred Pohlschmidt stiegen durch Vereinswechsel in die Bundesliga auf, Voß und die Preußen aber nicht. Sein letztes Regionalligaspiel für Preußen Münster bestritt der Abwehrroutinier am 6. Mai 1973 bei der 1:2-Heimniederlage gegen Eintracht Gelsenkirchen an der Seite von Manfred Recknagel (Tor) und der Abwehrkollegen Dieter Wallny, Rolf Grünther und Dieter Stosberg. Nach 239 Regionalliga-Spielen und sieben Toren beendete Heinz-Rüdiger Voß im Sommer 1973 seine Laufbahn bei Preußen Münster und wechselte in das Amateurlager zum VfB Rheine zurück.